# ヴァレリア (小惑星)
ヴァレリア (611 Valeria) は小惑星帯に位置する小惑星である。マサチューセッツ州タウントンでジョエル・ヘイスティングス・メトカーフによって発見された。